# GTFoods Group
A GTFoods Group é um conglomerado brasileiro do setor de alimentos, fundado em 1992 em Maringá, Paraná. A companhia opera no processamento de carne de frango e peixe, além de atuar no processamento de fécula de mandioca, amidos e derivados. Suas principais operações inclui-se Canção Alimentos, Frangos Canção, Mister Frango, Bellaves, dePrimeira e Lorenz.

## História

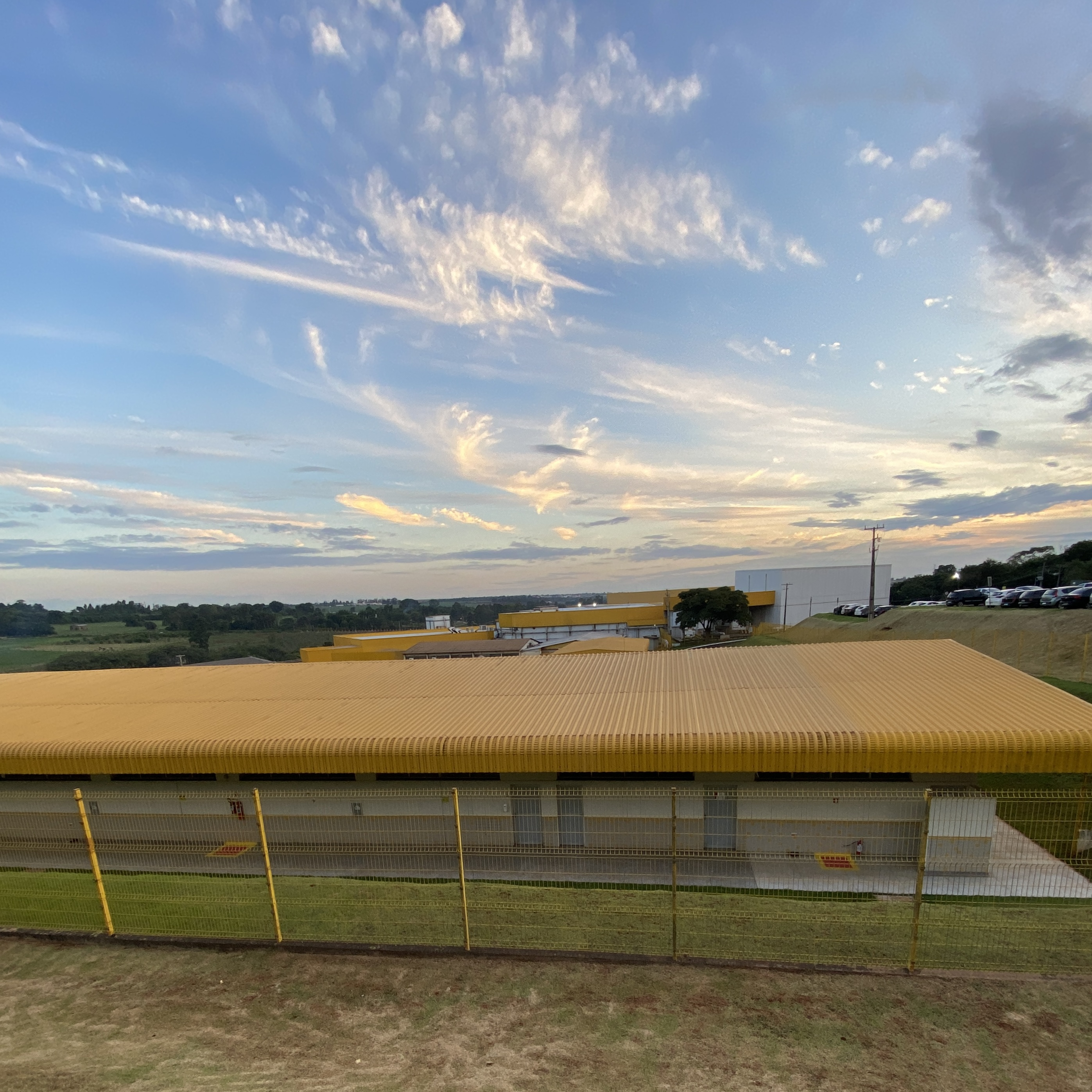
Abatedouro da empresa em Maringá

### 1992-2010
Em 10 de junho de 1992, Rogério Gonçalves, Ciliomar Tortola e José Borges, fundaram em Maringá a Frangos Canção. No ano de 2008 a 2009, incorporou a Cooper Frango, e fez a aquisição da Gold Frango.

### 2011-presente
Em 2011, fez a aquisição do Mister Frango, em Paranavaí. No mesmo ano, o Grupo GTFoods foi criado, iniciando assim a administração de ativos da Frangos Canção, Mister Frango e Gold Frango. O motivo da criação do grupo, faz parte da política de diversificação dos negócios. A carne de frango, em 2011, era responsável por 85% das atividades.
Em 2012, o grupo investiu no primeiro produto de origem vegetal com a marca Canção, a batata palito congelada. Anteriormente, já trabalhava com produtos congelados como polenta, mandioca, etc. Entretanto, oferecido por terceiros.
Em dezembro de 2014, fez a aquisição da Lorenz em um leilão, assumindo a administração definitiva em setembro de 2015. A empresa centenária oferece amidos, e também está presente no mercado de molhos, aromas, fragrâncias, luvas cirúrgicas, atomatados, papel, suplementação alimentar, entre outros.
Na época, o motivo da compra foi o aumento do faturamento da empresa. Conforme o antigo CEO Rogério Gonçalves, as ações visaram o melhoramento da produtividade e a expansão do business to business do grupo. O investimento total foi de 109 milhões de reais. No mesmo ano, demonstrou interesse em negociar ações na bolsa de valores do Brasil.
No ano de 2014, divulgou planos de construir uma fábrica de embutidos. Em 2016, o grupo empresarial conseguiu um financiamento da Alemanha de 37 milhões de euros (aprox. 150 milhões de reais na época) para a construção de uma fábrica de embutidos. O requisito informado foi que, 51% do maquinário da fábrica seja de origem alemã.
Em 2020, saiu na lista das 100 maiores empresas do agronegócio brasileiro, da Forbes, ficou na 57ª posição.
Em 2021, o conglomerado anunciou a compra da CM3 Amidos, empresa especializada em produção de amidos regulares e modificados. Conforme o CEO Rafael Tortola, o intuito de tal operação foi visando a expansão no segmento de amidos. A fecularia entrou na divisão de negócios da Lorenz. No mesmo ano, anunciou a fundação da Canção Alimentos como substituição da Frangos Canção, e a criação da Brasil Embalagens.
Em 2022, inaugurou uma startup tecnológica denominada GTtech, com investimento de 500 mil reais, tendo sido criada para suprir a demanda interna, a automatização e integração dos processos.
No mesmo ano, anunciou a entrada ao mercado de peixes, assumindo uma planta de abate de tilápias, em Mandaguaçu.

## Estrutura corporativa
O alto escalão da GTFoods Group, é composto por sete membros da Diretoria Executiva e três do Conselho de Administração. A seguir os membros listados (2021):
Conselho de administração
- Ciliomar Tortola (presidente)
- Vinícius Gonçalves (vice-presidente)
- Eduardo Bonnet (conselheiro independente)

Diretoria Executiva
- Rafael Tortola (presidente e diretor comercial)
- Vinícius Gonçalves (vice presidente executivo)
- Carlos Eduardo C. Pereira (vice presidente de proteínas e CFO)
- Marcus A. de Oliveira Silva (diretor de supply chain)
- Cesar Assman (diretor de operações agro)
- Dione Cazanti (diretor industrial)
- Alekssandro B. Siqueira (diretor de novos negócios)

## Exportação
O grupo começou a exportação de seus produtos em 2006, e conta uma marca exclusiva para exportação de frangos, "Bellaves". Exporta para os países listados a seguir:
Proteínas
- África do Sul
- Albânia
- Alemanha
- Angola
- Aruba
- Bahrein
- Bélgica
- Benin
- Camboja
- China
- Coreia do Sul
- Cuba
- Emirados Árabes Unidos
- Filipinas
- França
- Gabão
- Grécia
- Haiti
- Holanda
- Hong Kong
- Ilhas Canárias
- Japão
- Kosovo
- Kuwait
- Libéria
- Macedônia do Norte
- Maldivas
- México
- Namíbia
- Omã
- Portugal
- Qatar
- Reino Unido
- República Democrática do Congo
- Singapura
- Turquia
- Vietnã

Amidos e derivados
- Argentina
- Bolívia
- Chile
- Colômbia
- Eslovênia
- Espanha
- Estados Unidos
- França
- Holanda
- Hong Kong
- Índia
- Indonésia
- Japão
- Kuwait
- México
- Omã
- Panamá
- Peru
- Qatar
- Reino Unido
- Singapura
- Turquia
- Uruguai
- Venezuela
- Vietnã

## Políticas ambientais e sustentabilidade
Em janeiro de 2014, a indústria anunciou sua adesão ao Pacto Global da ONU, comprometendo-se a demonstrar boas práticas de sustentabilidade. Entre as ações adotadas pela empresa para garantir a sustentabilidade, destaca-se o gerenciamento de resíduos sólidos e o reaproveitamento do cama de aviário como fertilizante orgânico.
Em 2021, a companhia conquistou o selo prata de instituição alinhada aos Objetivos de Desenvolvimento Sustentável (ODS) conferida por Associação Comercial e Empresarial de Maringá (ACIM), foram-se inscritos em nove objetivos, e todos foram aprovados e certificados, dentre os projetos, destacam-se os que aconteceram o objetivo 3 (saúde e bem-estar), 15 (vida terrestre) e 16 (paz, justiça e instituições eficazes).

## Responsabilidade social
Em 2020, fez a doação de 6 toneladas de alimentos destinados ao Hospital Universitário de Maringá, à Santa Casa de Maringá, ao Hospital Santa Clara, de Colorado (PR), ao Hospital Metropolitano de Sarandi (PR), Hospital Municipal São José de Paiçandu, e à Santa Casa de Paranavaí, também contemplada com 2 mil máscaras. Também fez a doação de 150 cestas básicas para a Live Solidária de Maringá.
Em 2021, apadrinhou uma ala do Hospital do Câncer de Maringá, tendo investido 100 mil reais, deste valor, 50% foi arrecadado por campanhas.